# Province de Rhénanie du Nord
La province de Rhénanie du Nord était une région administrative créée le 5 juin 1945 à l'issue de la Seconde Guerre mondiale à partir du district d'Aix-la-Chapelle, du district de Düsseldorf et du district de Cologne, tous trois situés dans la Rhénanie prussienne, dans la zone d'occupation britannique en Allemagne. Le 20 octobre 1946, la province fut incorporée au land de Rhénanie-du-Nord-Westphalie.